# Stade municipal Passo das Emas
Le Stade Passo das Emas (en portugais : Estádio Passo das Emas), également connu sous le nom de Stade municipal Passo das Emas (en portugais : Estádio Municipal Passo das Emas) et surnommé le Verdão do Norte, est un stade de football brésilien situé dans la ville de Lucas do Rio Verde, dans l'État du Mato Grosso.
Le stade, doté de 10 000 places et inauguré en 2004, sert d'enceinte à domicile à l'équipe de football du Luverdense Esporte Clube.

## Histoire
Le stade ouvre ses portes en 2004.
Il est inauguré le 20 mars 2004 lors d'une défaite 1-0 des locaux du Luverdense contre le Santa Cruz EC.
Le record d'affluence au stade est de 13 180 spectateurs lors d'une victoire 1-0 de Luverdense sur les Corinthians le 21 août 2013.